# It's Alright (Baby's Coming Back)
It's Alright (Baby's Coming Back) är en låt av den brittiska duon Eurythmics. Den släpptes i december 1985 som den fjärde och sista singeln från albumet Be Yourself Tonight. Singeln nådde plats 12 på UK Singles Chart.

## Låtlista

### Vinylsingel
- A: "It's Alright (Baby's Coming Back)" (LP Version) – 3:50
- B: "Conditioned Soul" (LP Version) – 4:32

### Maxisingel
- A: "It's Alright (Baby's Coming Back)" (LP Version) – 3:50
- B1: "Conditioned Soul" (LP Version) – 4:32
- B2: "Tous les garçons et les filles" – 3:29 (cover på Françoise Hardy-sång)